# Lee Soon-ja
Lee Soon-ja (Hangul: 이순자, Hanja: 李順子) (sinh ngày 24 tháng 3 năm 1939) là vợ của Tổng thống Hàn Quốc Chun Doo-hwan. Bà là Đệ nhất Phu nhân khi Chun Doo-hwan tại vị, từ năm 1980 đến năm 1988.